# István Wickenburg

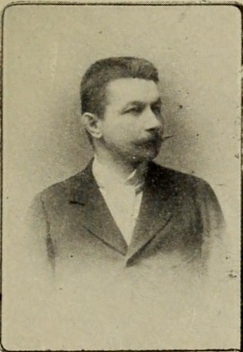
István Wickenburg, 1897

István Graf Wickenburg von Capelló (* 16. Juni 1859 in Arad, Komitat Arad; † 30. Dezember 1931 in Velence, Komitat Fejér) war ein ungarischer Politiker und Gouverneur von Fiume.

## Leben
Wickenburg lebte von 1865 bis 1867 zusammen mit seinem Vater im Gefolge von Kaiser Maximilian I. in Mexiko. Nach Besuch des Wiener Theresianums studierte er in Wien und Budapest Staatswissenschaften und wurde anschließend bei der Steueraufsicht in Budapest, und ab 1882 in Fiume, angestellt. 1885 wurde er Assessor des dortigen Gouvernorats. 1905 wurde er Sektionsrat und war als Gouverneurs-Stellvertreter von 1909 bis 1910 Leiter des Gouvernorats. Anschließend ernannte ihn König Franz Joseph I. zum Gouverneur von Fiume und zugleich zum Präsidenten der königlich ungarischen Seebehörde. Während seiner Amtszeit gelang ihm nicht die Zusammenarbeit mit der örtlichen Abgeordnetenversammlung. Dies förderte den Irredentismus der italienischen Bevölkerung. Als Ausdruck dessen ereignete sich 1913 ein Bombenanschlag auf den Gouverneurspalast, bei dem jedoch nur ein Sachschaden entstand. Nach Rücktritt der Regierung von Ministerpräsident István Tisza 1917 wurde auch Wickenburg von seinem Amt enthoben. Anschließend lebte er in Velence und beschäftigte sich mit der Malerei.